# شو یوهوا
شو یوهوا (انگلیسی: Xu Yuhua؛ زادهٔ ۲ مارس ۱۹۸۳) جودوکار زن اهل چین بود. وی در بازی‌های المپیک تابستانی ۲۰۰۸ شرکت کرده‌است.